# Antonivka, Talne
Antonivka (în ucraineană Антонівка) este un sat în comuna Kobrînova Hreblea din raionul Talne, regiunea Cerkasî, Ucraina.

## Demografie
Componența lingvistică a localității Antonivka
     Ucraineană (97,63%)
     Rusă (2,08%)
     Alte limbi (0,3%)
Conform recensământului din 2001, majoritatea populației localității Antonivka era vorbitoare de ucraineană (97,63%), existând în minoritate și vorbitori de rusă (2,08%).